# West Sacramento
West Sacramento – miasto w Stanach Zjednoczonych, w stanie Kalifornia, w hrabstwie Yolo. Według spisu ludności przeprowadzonego przez United States Census Bureau w roku 2010, w West Sacramento mieszka 48 744 mieszkańców.